# Église Saint-Nicolas de Miloševac
Pour les articles homonymes, voir Église Saint-Nicolas.
L'église Saint-Nicolas (en serbe cyrillique : Храм Светог Николе ; en serbe latin : Hram Svetog Nikole) est située en Bosnie-Herzégovine, sur le territoire du village de Miloševac et dans la municipalité de Modriča. Cette église a été construite en 1906.